# Henri Aalto
Pour les articles homonymes, voir Aalto.
Henri Aalto (né le 20 avril 1989 à Espoo), est un footballeur finlandais, évoluant actuellement dans le club du SJK Seinäjoki. Il évolue comme défenseur.

## Palmarès
SJK Seinäjoki
- Championnat de Finlande
  - Champion (1) : 2015

 FC Honka
- Coupe de la Ligue de Finlande
  - Vainqueur (2) : 2010, 2011
- Coupe de Finlande
  - Vainqueur (1) : 2012